# Броненосці берегової оборони типу «Торденскьольд»
Тип броненосців берегової оборони «Торденскьольд» замовила Норвегія як частину загального переозброєння у період, що передував розриву  її унії зі Швецією. Два кораблі цього типу, «Торденскьольд» та «Харальд Хорфагре»  (Tordenskjold та Harald Haarfagre) залишалися основою Королівського флоту Норвегії (разом з трохи новішими броненосцями берегової оборони типу «Ейдсвольд»), поки вони не були визнані непридатними до бойових дій у середині 30-х років.

## Опис конструкції
Броненосці спроектовані і побудовані як типові пре-дредноути зменшених розмірів, більш придатних для фіордів Норвегії, тип «Торденскьольд» мав гармати у широкому діапазоні калібрів:
- Дві 210 міліметрові гармати баштах спереду та в кормі як основне озброєння.
- Шість 120 міліметрових гармат, встановлених по три з кожного борту у центральній батареї, як допоміжне озброєння.
- Шість 76 мм гармат (3 дюйми), також встановлена в центральній батареї, як допоміжне озброєння.

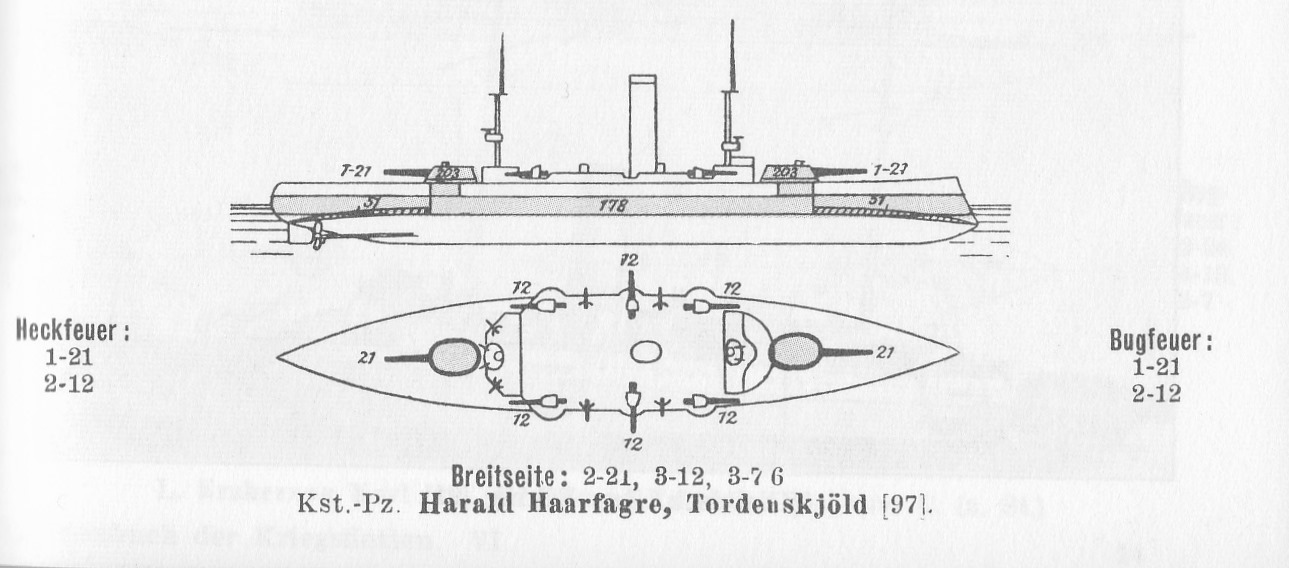
Схема броненосців типу «Торденскьольд»

- Схема броненосців типу «Торденскьольд»Шість однофунтових скорострільних гармат, були призначені для застосування проти міноносців.

Броненосці берегової оборони типу «Торденскьольд» мали адекватне бронювання аби протистояти у бою кораблям такого ж класу, але воно було заслабким для бою з повноцінними основними кораблями. Кораблі не мали ефективного захисту від торпед.

## Служба
Обидва кораблі були виведені з бойової служби в середині 1930-х років і використовувались як навчальні кораблі. Після вторгнення Німеччини в Норвегію в 1940 році їх захопили німці і перетворили на плавучі зенітні батареї. Після війни їх повернули Королівському флоту Норвегії і короткий час броненосці використовувалися у якості казармам, перш ніж продали на метал.

## Кораблі[3]
|                   | Закладені         | Спущені на воду   | Введено в експлуатацію |
| ----------------- | ----------------- | ----------------- | ---------------------- |
| Гаральд Хаарфагре | 18 березня 1896 р | 4 січня 1897 р    | 10 червня 1897 р       |
| Торденскьольд     | 18 березня 1896 р | 10 березня 1897 р | 2 квітня 1898 р        |